# ناحیه ادیسون، شهرستان سامرست، پنسیلوانیا
ناحیه ادیسون، شهرستان سامرست، پنسیلوانیا (به انگلیسی: Addison Township, Somerset County, Pennsylvania) در ایالات متحده آمریکا است که در Somerset County واقع شده‌است.

## خصوصیات
شهرستان ادیسون ۱٬۰۱۹ نفر جمعیت دارد.